# Eduard Khil
Eduard Anatolyevich Khil (Smolensk, Rússia, 4 de setembro de 1934 – São Petersburgo, 4 de junho de 2012), também conhecido como Edward Khil ou Eduard Hill, foi um cantor barítono soviético e condecorado com o Prêmio de Artista do Povo da República Socialista Federativa Soviética da Rússia, ganho após a performance na canção russa Pora v Put Dorogu. 
Após se aposentar da carreira musical na década de 1980, Eduard Khil desapareceu lentamente do cenário cultural russo, ressurgindo em meados de 2010 quando se tornou um grande meme ao estrelar vídeo viral em que foi apelidado de "Trololo", uma versão vocalizada da música Eu Estou Feliz por Finalmente Regressar a Casa (em russo:  Я очень рад, ведь я, наконец, возвращаюсь домой) de 1976. O vídeo foi visto milhões de vezes em todo o mundo. Hospitalizado em São Petersburgo em decorrência de um AVC, entrou em coma e acabou falecendo no dia 4 de junho de 2012, aos 77 anos. Em 4 de setembro de 2017, Eduard Khil recebeu uma homenagem do buscador Google com um Doodle animado em homenagem ao seu 83.º aniversário.